# Lindeboom Herfstbock
Lindeboom Herfstbock is een Nederlands bokbier dat wordt gebrouwen bij Bierbrouwerij Lindeboom in Neer.
Het is een bovengistend, robijnrood bier met een alcoholpercentage van 7,0%. Dit herfstbier is te verkrijgen vanaf de derde week van september.